# Jonas L.A.
Jonas – Die Serie ist eine Fernsehserie der Walt Disney Company. In den Hauptrollen spielen die Bandmitglieder der Jonas Brothers. Die deutsche Erstausstrahlung war auf dem Disney Channel ab dem 16. Oktober 2009 zu sehen, ab dem 28. April 2010 lief die Serie auch im Free-TV bei Super RTL.
Die zweite Staffel lief vom 20. Juni 2010 unter dem Neuen Namen Jonas L.A. in den USA im Disney Channel. In Deutschland wurde die zweite Staffel ab dem 3. September unter dem neuen Namen auf Disney Channel ausgestrahlt.

## Inhalt
Nick, Joe und Kevin Jonas sind drei fast normale Teenager. Die drei gehen zwar wie jeder in ihrem Alter zur High School, aber sie spielen auch in ihrer erfolgreichen Band namens Jonas. In der zweiten Staffel geht es hauptsächlich darum, dass die Jonas nach Los Angeles fahren wollen, um dort weitere Projekte in Angriff zu nehmen.

## Besetzung
Buch und Regie führte der Synchronsprecher Manuel Straube, der auch mehrere kleine Rollen sprach.
| Rolle         | Darsteller       | Hauptdarsteller | Nebendarsteller | Synchronsprecher                                                     |
| ------------- | ---------------- | --------------- | --------------- | -------------------------------------------------------------------- |
| Nick Lucas    | Nick Jonas       | 1-2             |                 | John-Alexander Döring                                                |
| Joe Lucas     | Joe Jonas        | 1-2             |                 | Patrick Roche                                                        |
| Kevin Lucas   | Kevin Jonas      | 1-2             |                 | Roman Wolko                                                          |
| Stella Malone | Chelsea Staub    | 1-2             |                 | Maren Rainer                                                         |
| Macy Misa     | Nicole Anderson  | 1-2             |                 | Lea Kalbhenn (Bis Mitte Staffel 1) Farina Brock (Ab Mitte Staffel 1) |
| Tom Lucas     | John Ducey       | 1               | 2               | Matthias Klie                                                        |
| Frankie Lucas | Frankie Jonas    |                 | 1-2             | Lenny Peteanu                                                        |
| Sandy Lucas   | Rebecca Creskoff |                 | 1-2             |                                                                      |
| The Big Man   | Robert Feggans   |                 | 1-2             |                                                                      |
| Mona Klein    | Debi Mazar       |                 | 2               | Sandra Schwittau                                                     |
| DZ            | Adam Hicks       |                 | 2               | Benedikt Weber                                                       |
| Vanessa Page  | Abby Pivaronas   |                 | 2               | Laura Maire                                                          |
| Tante Lisa    | Beth Crosby      |                 | 2               | Kathrin Gaube                                                        |

## Soundtrack
Am 20. Juli 2010 erschien in Amerika ein Soundtrack mit Songs der zweiten Staffel.

## Ausstrahlung
| Staffel   | Episoden | Ausstrahlung (USA) Disney Channel | Ausstrahlung (Deutschland) Disney Channel | Ausstrahlung (Deutschland) Super RTL |
| --------- | -------- | --------------------------------- | ----------------------------------------- | ------------------------------------ |
| Staffel 1 | 21       | 2. Mai 2009 bis 14. März 2010     | 16. Oktober 2009 bis 7. Mai 2010          | seit 28. April 2010                  |
| Staffel 2 | 13       | 20. Juni 2010 bis 3. Oktober 2010 | 3. September 2010 bis 15. Oktober 2010    |                                      |

## Episoden
| Nummer | Originaltitel                     | Deutscher Titel                       | Erstausstrahlung (Disney Channel USA) | Erstausstrahlung (Disney Channel Deutschland) | Erstausstrahlung (Super RTL) |
| ------ | --------------------------------- | ------------------------------------- | ------------------------------------- | --------------------------------------------- | ---------------------------- |
| 01     | Wrong Song                        | Das alte Lied                         | 2. Mai 2009                           | 6. November 2009                              | 2. Mai 2010                  |
| 02     | Groovy Movies                     | Wiederholte Vergangenheit             | 9. Mai 2009                           | 20. November 2009                             | 4. Mai 2010                  |
| 03     | Slice of Life                     | Alle lieben Maria                     | 16. Mai 2009                          | 16. Oktober 2009                              | 28. April 2010               |
| 04     | Keeping It Real                   | Starallüren                           | 17. Mai 2009                          | 30. Oktober 2009                              | 1. Mai 2010                  |
| 05     | Band’s Best Friend                | Die Rock’n Roll Nervensäge            | 7. Juni 2009                          | 16. Oktober 2009                              | 29. April 2010               |
| 06     | Chasing the Dream                 | Folge deinem Traum                    | 14. Juni 2009                         | 13. November 2009                             | 3. Mai 2010                  |
| 07     | Fashion Victim                    | Kleider machen Leute                  | 21. Juni 2009                         | 23. Oktober 2009                              | 30. April 2010               |
| 08     | That Ding You Do                  | Ein ganz normaler Star                | 28. Juni 2009                         | 27. November 2009                             | 5. Mai 2010                  |
| 09     | Complete Repeat                   | Und täglich grüßt die Schreibblockade | 5. Juli 2009                          | 4. Dezember 2009                              | 6. Mai 2010                  |
| 10     | Love Sick                         | Liebeskrank                           | 2. August 2009                        | 11. Dezember 2009                             | 7. Mai 2010                  |
| 11     | The Three Musketeers              | Die drei Musketiere                   | 9. August 2009                        | 18. Dezember 2009                             | 8. Mai 2010                  |
| 12     | Frantic Romantic                  | Miss Unerwünscht                      | 16. August 2009                       | 8. Januar 2010                                | 9. Mai 2010                  |
| 13     | Detention                         | Ein Mal Nachsitzen, bitte!            | 23. August 2009                       | 15. Januar 2010                               | 10. Mai 2010                 |
| 14     | Karaoke Surprise                  | Die Überraschungs-Karaoke-Party       | 6. September 2009                     | 22. Januar 2010                               | 11. Mai 2010                 |
| 15     | Home Not Alone                    | Sturmfrei                             | 20. September 2009                    | 29. Januar 2010                               | 12. Mai 2010                 |
| 16     | Forgetting Stella’s Birthday      | Story statt Stella                    | 27. September 2009                    | 3. Februar 2010                               |                              |
| 17     | The Tale of the Haunted Firehouse | Spuk im Feuerwehrhaus                 | 11. Oktober 2009                      | 5. Februar 2010                               |                              |
| 18     | Double Date                       | Zwei zu Viel                          | 8. November 2009                      | 2. Februar 2010                               |                              |
| 19     | Cold Shoulder                     | ein seltsames Paar                    | 6. Dezember 2009                      | 1. Februar 2010                               |                              |
| 20     | Beauty and the Beat               | Die Schöne und die Biester            | 24. Januar 2010                       | 4. Februar 2010                               |                              |
| 21     | Exam Jam                          | Die Prüfung                           | 14. März 2010                         | 7. Mai 2010                                   |                              |

| Nummer (gesamt) | Nummer (Staffel) | Originaltitel         | Deutscher Titel        | Erstausstrahlung (Disney Channel USA) | Erstausstrahlung (Disney Channel Deutschland) |
| 22              | 01               | House Party           | Die Hausparty          | 20. Juni 2010                         | 3. September 2010                             |
| 23              | 02               | Back to the Beach     | Zurück zum Strand      | 27. Juni 2010                         | 9. September 2010                             |
| 24              | 03               | Date Expectations     | Kein Date für Stella   | 2. Juli 2010                          | 10. September 2010                            |
| 25              | 04               | And… Action           | Und … Action!          | 11. Juli 2010                         | 16. September 2010                            |
| 26              | 05               | America’s Sweethearts | Der Kuss               | 25. Juli 2010                         | 17. September 2010                            |
| 27              | 06               | The Secret            | Geheime Liebe          | 1. August 2010                        | 23. September 2010                            |
| 28              | 07               | A Wasabi Story        | Mittagessen mit Folgen | 8. August 2010                        | 24. September 2010                            |
| 29              | 08               | Up in the Air         | Es kann nur Eine geben | 15. August 2010                       | 30. September 2010                            |
| 30              | 09               | Direct to Video       | Das Musikvideo         | 22. August 2010                       | 1. Oktober 2010                               |
| 31              | 10               | The First Locker      | Die Flirt-Falle        | 29. August 2010                       | 1. Dezember 2010                              |
| 32              | 11               | Boat Trip             | Die Bootstour          | 12. September 2010                    | 21. November 2010                             |
| 33              | 12               | One the Radio         | Die Gerüchteküche      | 26. September 2010                    | 21. November 2010                             |
| 34              | 13               | Band of Brothers      | Auf Wiedersehen, L.A.  | 3. Oktober 2010                       | 21. November 2010                             |